# چرخ لنگر (فیلم)
«چرخ لنگر» (انگلیسی: Flywheel (film)) یک فیلم به کارگردانی آلکس کندریک است که در سال ۲۰۰۳ منتشر شد.